# ألفريدو أرانغو
ألفريدو أرانغو (بالإسبانية: Alfredo Arango)‏ هو لاعب كرة قدم كولومبي، ولد في 16 فبراير 1945 في سانتا مارتا في كولومبيا، وتوفي بنفس المكان في 20 ديسمبر 2005. شارك مع منتخب كولومبيا لكرة القدم. أما مع النوادي، فقد لعب مع أتلتيكو جونيور وأتليتيكو بوكارامانغا ونادي ميلوناريوس.

## وصلات خارجية
- ألفريدو أرانغو على موقع الاتحاد الدولي (مؤرشف)  (الإنجليزية)
- ألفريدو أرانغو على موقع ناشيونال فوتبول تيمز (الإنجليزية)
- ألفريدو أرانغو على موقع أوليمبيديا (الإنجليزية)